# Jemima Goldsmith

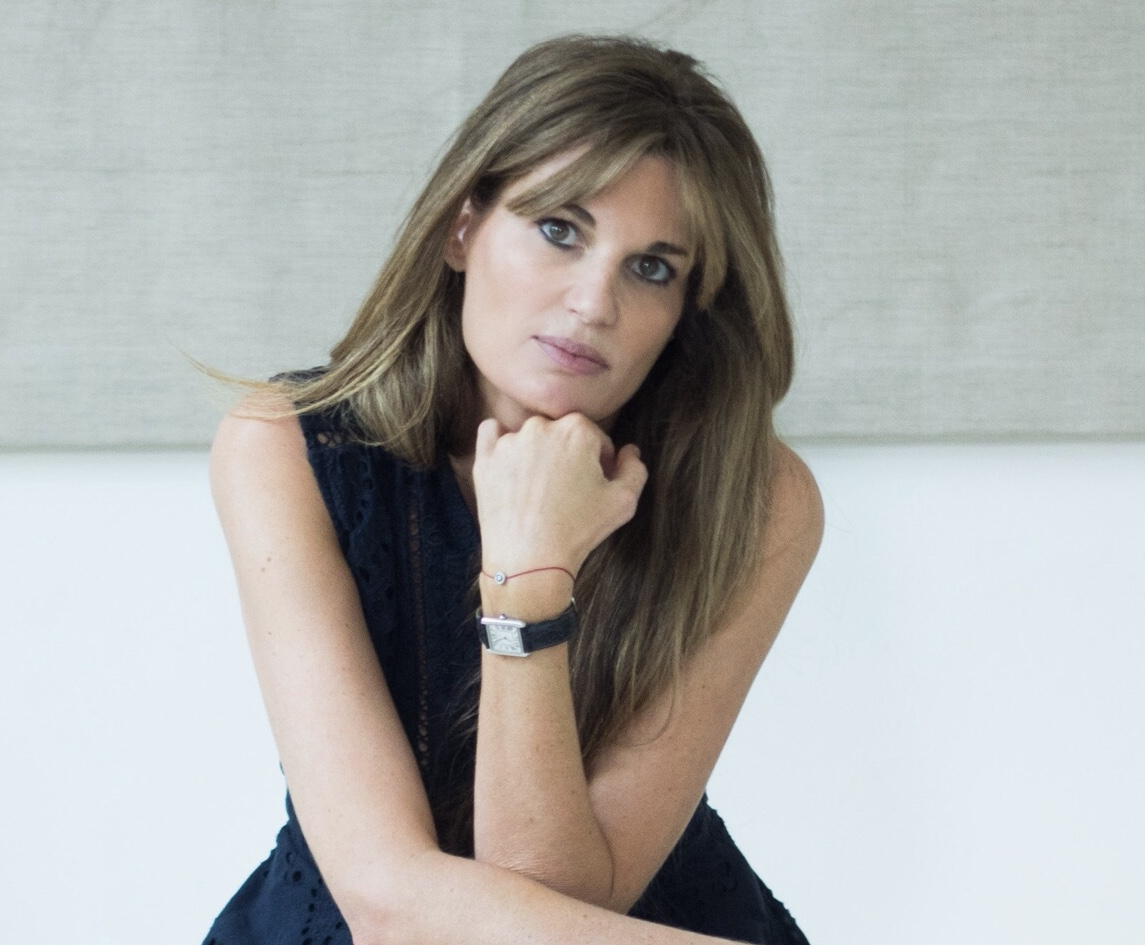
Jemima Goldsmith (2018)

Jemima Marcelle Goldsmith (* 30. Januar 1974 in London), von 1995 bis 2004 Jemima Khan, ist eine britische Journalistin sowie Film- und Fernsehproduzentin.

## Leben
Jemima Goldsmith entstammt der alten deutsch-jüdischen Bankiersfamilie Goldschmidt aus Frankfurt am Main, ihr Großvater Frank Goldsmith emigrierte Ende des 19. Jahrhunderts nach London. Sie ist die Tochter des Milliardärs Sir James Goldsmith (1933–1997) und von Lady Annabel Goldsmith (* 1934; geb. Vane-Tempest-Stewart, einer Tochter des 8. Marquess of Londonderry und Namensgeberin des exklusiven Londoner Nachtclubs Annabel’s). Sie hat zwei jüngere Brüder: Benjamin Goldsmith und Zac Goldsmith, ein Politiker der Conservative Party. Außerdem hat sie acht Halbgeschwister aus anderen Ehen ihrer Eltern, darunter die Designerin India Jane Birley.
Sie wuchs in London auf. Nach ihrem Schulabschluss studierte sie Englisch an der University of Bristol, als sie 1993 den bekannten pakistanischen Cricketspieler Imran Khan kennenlernte und 1995 in Paris heiratete. Sie konvertierte zum islamischen Glauben (zuvor war sie „technisch gesehen“ Anglikanerin, aber mit jüdischen Traditionen aufgewachsen), ging mit ihrem Ehemann nach Pakistan und nahm neben der britischen die pakistanische Staatsbürgerschaft an. Die beiden haben zwei Söhne. Sie gründete unter eigenem Namen eine Tomatenketchupmarke in Pakistan und ein Modelabel, das seit 2001 nicht mehr besteht. Kontroversen löste 2000 ihr Gastkommentar im Guardian aus, in dem sie über eine „Herrschaft der reichen amerikanischen Juden“ geschrieben hatte. Diese würden die dortigen Medien und Hollywood kontrollieren sowie mehr als die Hälfte der bedeutendsten Funktionen in der Clinton-Administration besetzen. Mit einem Verweis auf ihre vielen jüdischen Freunde sowie ihre jüdischen Großeltern väterlicherseits wies sie Vorwürfe des Antisemitismus zurück.
Seit 2001 ist sie UNICEF-Botschafterin. Daneben unterstützt(e) sie mehrere Wohltätigkeitsorganisationen, vornehmlich in Pakistan, darunter die Soil Association, die Quilliam Foundation und den Jemima Khan Afghan Refugee Appeal. 2002 beendete sie ihr Englischstudium, das sie nach der Heirat 1995 abgebrochen hatte, mit einem Bachelor-Abschluss. 2003 nahm sie ein Master-Studium an der Fakultät für orientalische und afrikanische Studien an der Universität von London auf, das sie mit einer Arbeit zum Thema Islam abschloss. Im Juni 2004 ließen sich Jemima und Imran Khan scheiden.
Jemima Khan gehörte neben John Pilger und Ken Loach zu den sechs Kautionsstellern für Julian Assange, der am 7. Dezember 2010 in London verhaftet wurde und dem aufgrund dieser Kaution am 14. Dezember 2010 Hafterleichterung gewährt wurde. Im Juni 2011 wurde sie zur Mitherausgeberin (associate editor) der Tageszeitung The Independent ernannt; wenige Monate später wechselte sie zur linksliberalen Wochenzeitung New Statesman, wo sie die gleiche Position übernahm. Zudem war sie Europa-Berichterstatterin (editor-at-large) der Zeitschrift Vanity Fair. Khan fungierte als (Ko-)Produzentin der Dokumentarfilme We Steal Secrets: Die WikiLeaks Geschichte von Alex Gibney sowie Unmanned: America’s Drone Wars (2013) und Making A Killing: Guns, Greed and the NRA (2016) von Robert Greenwald. 2015 gründete sie zusammen mit Henrietta Conrad die Fernseh-Produktionsfirma Instinct Productions.
Von 2004 bis 2007 unterhielt Jemima Khan eine Beziehung mit dem britischen Schauspieler Hugh Grant.  Von September 2013 bis September 2014 war sie mit dem Komiker Russell Brand liiert. Ende 2014 nahm sie wieder ihren Geburtsnamen Goldsmith an.

## Filmografie
- 2022: What’s Love Got to Do with It?